# Açude Araras
Açude Araras är en reservoar i Brasilien.   Den ligger i delstaten Ceará, i den östra delen av landet, 1 500 kilometer nordost om huvudstaden Brasília. Açude Araras ligger 147 meter över havet. Arean är 46 kvadratkilometer. Den sträcker sig 14,8 kilometer i nord-sydlig riktning, och 12,9 kilometer i öst-västlig riktning.
Följande samhällen ligger vid Açude Araras:
- Varjota (16 462 invånare)

Omgivningarna runt Açude Araras är huvudsakligen savann. Runt Açude Araras är det glesbefolkat, med 18 invånare per kvadratkilometer.